# Energiebilanz (Ernährung)
Unter der Energiebilanz oder dem Energiehaushalt versteht man in der Ernährungslehre die Differenz zwischen Energiezufuhr und Energiebedarf eines Menschen. Wird mehr Energie zugeführt als verbraucht, so ist die Energiebilanz positiv. Wird dagegen weniger Energie aufgenommen als verbraucht, ist sie negativ. Eine positive Energiebilanz führt zur Gewichtszunahme. Auf drei Jahrzehnte betrachtet kann schon ein geringer täglicher Überschuss an Nahrungsenergie von 0,3 % zu einer Gewichtszunahme von rund 9 kg führen. Um dauerhaft sein Gewicht zu halten, muss daher die Zufuhr an Nahrungsenergie dem Energiebedarf entsprechen.

## Zusammenhänge
Die Energiebilanz ist ausgeglichen, wenn der Energiebedarf der Menge an Nahrungsenergie entspricht. Dabei hängt der Energiebedarf ab von Körperzusammensetzung, Geschlecht, Alter, Gesundheitszustand, ethnischer Herkunft, Umgebungstemperatur und ganz maßgeblich von der körperlichen Aktivität. Insbesondere die körperliche Aktivität kann zu großen Unterschieden im Energiebedarf führen.

## Bilanz
Der Gesamtenergieverbrauch berechnet sich, indem man den Ruheenergieverbrauch mit dem Wert für körperliche Aktivität multipliziert (PAL, physical activity level):. Der Ruheenergieverbrauch hängt von Alter, Körpergröße, BMI und Geschlecht ab.
{\displaystyle {\text{Ruheenergieverbrauch}}\times {\text{PAL-Wert}}={\text{Gesamtenergieverbrauch}}}
Übliche PAL-Werte liegen beispielsweise bei 1,4 für Personen mit wenig körperlicher Aktivität (sitzende Bürotätigkeit, Nutzung motorisierter Verkehrsmittel, wenig Sport) und 1,6 (Fortbewegung zu Fuß oder mit dem Rad, mehrmals die Woche Sport).

## Rolle der Makronährstoffe
In der Vergangenheit zeigten Laborversuche an Tieren, dass extrem hohe Dosen an Fructose bei diesen Tieren vermehrt zu Diabetes, Herz-Kreislauf-Erkrankungen und Übergewicht führten. Die verwendeten Mengen lagen jedoch weit über dem, was Menschen normalerweise zu sich nehmen.
Insbesondere Robert Lustig proklamierte daraufhin, dass Fructose einer der Haupttreiber für Übergewicht sei.
Für Menschen zeigten Kohortenstudien allerdings keinen Zusammenhang zwischen Fructose und Körpergewicht, Diabetes oder Herz-Kreislauf-Erkrankungen. Ein Zusammenhang zeigt sich hingegen dann, wenn durch den Konsum von mit Zucker gesüßten Softdrinks zu viel Nahrungsenergie aufgenommen wird. Hier zeigt sich allerdings, dass der Konsum von Softdrinks ein genereller Marker für einen ungesunden Lebensstil sind. Letztlich sind der ungesunde Lebensstil und die übermäßige Zufuhr von Nahrungsenergie daher ursächlich für obige Krankheitsbilder und nicht die Fructose-Zufuhr. Zur Verbesserung der Gesundheit liegt daher heute der Hauptfokus immer noch auf der Kontrolle der Energiezufuhr und ausreichend Bewegung.